# Plotin

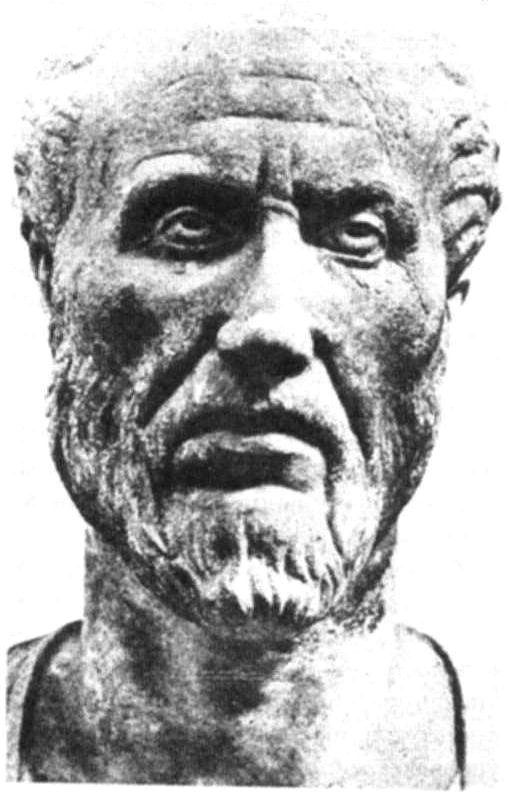
Plotin

Plotin (Greacă: Πλωτίνος, n. cca. 205 – d. 270) a fost filosof grec, considerat părintele curentului filosofic cunoscut drept neoplatonism.

## Viața și activitatea didactică
Născut în Egipt, la Lykopolis, Plotin studiază filosofia la Alexandria, avându-l drept maestru pe Ammonios Saccas, un filosof platonician care nu a scris nimic, întocmai ca și Socrate. După ce a asistat la o prelegere a lui Ammonios, puternic impresionat, Plotin i-ar fi spus prietenului care îl adusese acolo: "pe acest om l-am căutat!". Plotin a rămas în preajma lui Ammonios timp de 11 ani. E de notat că un alt elev celebru al lui Ammonios, dar considerabil înaintea lui Plotin a fost Origen, teologul Bisericii, care nu trebuie confundat cu un alt Origen, coleg cu Plotin la "școala lui Ammonios"
În 244 se stabilește la Roma, unde deschide o școală filosofică proprie, care își va dobândi în scurt timp un renume deosebit în cercurile senatoriale.
Plotin a beneficiat de protecția și prietenia împăratului Gallienus, care pare să fi susținut la un moment dat "proiectul Platonopolis". - reconstrucția unui oraș ruinat ca "cetate a filosofilor" - care ar fi trebuit guvernată după princiipile din Republica lui Platon. Dar, se pare că din cauza unor intrigi de la curte, proiectul a eșuat.
Moare în Campania, la Minturnae, după o boală grea. Înainte de a-și fi dat sufletul, în 270, Plotin ar fi rostit: mă străduiesc să înalț divinul din mine la divinul din Univers. Avea 66 de ani.

## Scrierile
Plotin a început să scrie numai la 49 de ani iar opera sa a fost compusă în 16 ani de un spirit matur care, în momentul când a început să scrie, își formulase deja pe deplin sistemul filosofic.
Prelucrând și dezvoltând comentariile din ultimele secole despre opera lui Platon, Plotin întemeiază un nou curent filosofic, neoplatonismul, care a exercitat o puternică influență în antichitatea târzie.
Prelegerile și scrierile sale filosofice au fost prelucrate cu o remarcabilă acuratețe de principalul său discipol, Porfir, și publicate între 301 - 305 sub titlul de Enneade, tot el scriind și Vita Plotini.
Cele 54 de tratatele incluse în Enneade sunt, de fapt, comentarii asupra unor teme clasice, din filosofia greacă anterioară (inspirate nu numai din Platon, ci și din Aristotel, stoici, etc.) pe baza cărora, Plotin construiește o doctrină originală.
Compuse într-un limbaj eliptic și adesea foarte obscur, cu formulări tatonante, ele expun în chip nesistematic o filosofie extrem de sistematică. 
Plotin a încercat să concilieze în scrierile sale exigențele raționalității, caracteristică filosofiei grecești, cu aspirațiile mistice.
Porfir a împărțit opera lui Plotin în șase grupe, fiecare a câte nouă tratate. De aici numele de Enneade (Eννεαδες de la εννεα "nouă) acordate grupelor de câte nouă tratate. În viziunea lui Porfir, prima Enneadă tratează chestiunile de etică, a doua și a treia pe cele de fizică, a patra Enneadă cuprinde tratatele care au ca temă Sufletul, a cincea pe cele care au ca temă Intelectul, iar a șasea Enneadă pe cele care se referă în mod precumpănitor la Unul.
Nu lipsite de interes sunt și teoriile estetice plotiniene.

## Influența lui Plotin
Neoplatonismul a exercitat o puternică influență asupra creștinismului fiind revalorificat, în secolul XV, prin intermediul culturii arabe și reabilitat, în Renaștere, odată cu interesul renascent pentru Platon. În secolele următoare, interesul filozofic pentru Porfir cunoaște un nou declin. 
La începutul secolului XIX, Plotin devine un "autor la modă". Goethe îl citește cu entuziasm și scrie chiar versuri "plotiniene". Ceva mai târziu, Plotin este citit și comentat de Hegel, care formulează și obiecții în timp ce Schelling se simte foarte apropiat de Plotin în cadrul teoriei sale despre Absolut. 
Mai trebuie menționată și influența lui Plotin asupra lui H.Bergson.